# Martín Acosta y Lara
Martín Raúl Acosta y Lara Díaz, né le 12 mars 1925 et mort le 5 janvier 2005, est un ancien joueur uruguayen de basket-ball.

## Palmarès
- 3e des Jeux olympiques 1952
- Champion d'Amérique du Sud 1953